# Benny Paret

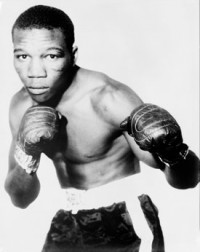
Benny Paret

Benny "Kid" Paret, egentligen Bernardo Paret, född 14 mars 1937 i Santa Clara, Kuba, död 3 april 1962 i New York, var en kubansk proffsboxare som var tvåfaldig världsmästare i weltervikt.
Paret blev olyckligt nog känd för den breda massan genom sin död, orsakad av en lång slagserie mot hans huvud i det som blev hans sista match.

## Karriär

### Världsmästare
Paret blev världsmästare 1960 genom att besegra den regerande mästaren Don Jordan. I sitt andra titelförsvar i april 1961 blev han knockad av Emile Griffith men han återtog titeln genom poängseger i returmatchen i september samma år. I december gick Paret upp i mellanvikt i ett försök att vinna också den titeln men slogs ut av en överlägsen Gene Fullmer i 10:e ronden.

### Död
Den 24 mars 1962 gick Paret åter upp i ringen för att gå en tredje match mot Griffith om welterviktstiteln. Under invägningen till matchen sägs Paret ha pikat Griffith för dennes påstådda homosexualitet, bland annat genom att säga "Jag ska spöa både dig och din man".
Paret träffades i den 12:e ronden av ett slag som fick honom att halvt medvetslös luta sig mot repen. Griffith attackerade därpå med en skur av slag mot huvudet. Uppgifterna om hur många slag som sedan föll mot en uppenbart försvarslös Paret varierar, men cirka 15 rena träffar mot huvudet kan räknas in vid studie av de filmklipp som finns tillgängliga från matchen. Det enda som höll Paret uppe mot slutet av attacken var att han hängde på repen och Griffiths vevande armar som hindrade honom från att falla framåt. När ringdomaren bröt matchen gled Paret ner och låg helt stilla. Han avled den 3 april, utan att ha återfått medvetandet.
De flesta boxningsexperter anser att Parets död förorsakades av flera samverkande faktorer. Ringdomarens felbedömning av situationen var minst lika betydelsefull som slagserien. Det har också framhållits att Paret aldrig genomgått någon läkarundersökning efter matchen mot Fullmer trots att han slogs ner tre gånger av Fullmer och förlorade matchen på KO. Trots att den undersökning som efter matchen företogs av New York Comission friade Griffith från ansvar erkände den olyckliga boxaren långt senare att han under resten av sitt liv straffat sig själv mentalt för det inträffade. Han menade att han återupplevt slutet av matchen i "flashbacks" och drömt mardrömmar om vad som blev utfallet.
Paret blev den förste boxaren som dödats i direkt TV-sändning.
Hans slutliga matchstatistik blev 35 segrar (10 på KO), 12 förluster och 3 oavgjorda.